# Фристайл на зимових Олімпійських іграх 2022 — скікрос (жінки)
Змагання з фристайлу в скікросі серед жінок на зимових Олімпійських іграх 2022 відбудуться 17 лютого в Сніговому парку Геньтін у Чжанцзякоу.
Чинна олімпійська чемпіонка Келсі Серва завершила спортивну кар'єру. Срібна медалістка Ігор-2018 Бріттані Фелан кваліфікувалася на Олімпіаду, як і бронзова призерка Фанні Сміт. Сандра Неслунд виграла всі крім одного етапи Кубка світу 2021–2022 і очолює загальний залік. За нею в таблиці розмістилася Сміт. Крім того, Неслунд виграла Чемпіонат світу 2021 року, а 2-ге місце посіла Сміт.

## Результати

### Посівний заїзд
| Місце | Номер | Ім'я                 | Країна                     | Час     | Відставання |
| ----- | ----- | -------------------- | -------------------------- | ------- | ----------- |
| 1     | 5     | Сандра Неслунд       | Швеція                     | 1:15.21 | —           |
| 2     | 6     | Фанні Сміт           | Швейцарія                  | 1:17.06 | +1.85       |
| 3     | 8     | Даніела Маєр         | Німеччина                  | 1:17.63 | +2.42       |
| 4     | 10    | Ганна Шмідт          | Канада                     | 1:18.07 | +2.86       |
| 5     | 1     | Маріелль Томпсон     | Канада                     | 1:18.16 | +2.95       |
| 6     | 18    | Лукреція Фантеллі    | Італія                     | 1:18.17 | +2.96       |
| 7     | 7     | Бріттані Фелан       | Канада                     | 1:18.17 | +2.96       |
| 8     | 11    | Кортні Гоффос        | Канада                     | 1:18.28 | +3.07       |
| 9     | 13    | Таліна Гантенбайн    | Швейцарія                  | 1:18.31 | +3.10       |
| 10    | 4     | Александра Едебо     | Швеція                     | 1:18.49 | +3.28       |
| 11    | 14    | Семі Кеннеді-Сім     | Австралія                  | 1:19.14 | +3.93       |
| 12    | 12    | Жолі Галлі           | Італія                     | 1:19.20 | +3.99       |
| 13    | 22    | Саск'я Лак           | Швейцарія                  | 1:19.21 | +4.00       |
| 14    | 16    | Катерина Мальцева    | Олімпійський комітет Росії | 1:19.45 | +4.24       |
| 15    | 21    | Наталія Шеріна       | Олімпійський комітет Росії | 1:19.49 | +4.28       |
| 16    | 3     | Жад Грійє-Обер       | Франція                    | 1:19.54 | +4.33       |
| 17    | 20    | Єлизавета Понкратова | Олімпійський комітет Росії | 1:19.56 | +4.35       |
| 18    | 15    | Андреа Лімбахер      | Австрія                    | 1:19.69 | +4.48       |
| 19    | 9     | Катрін Офнер         | Австрія                    | 1:19.95 | +4.74       |
| 20    | 24    | Йоганна Гольцман     | Німеччина                  | 1:20.95 | +5.74       |
| 21    | 23    | Крістіна Федермайр   | Австрія                    | 1:21.02 | +5.81       |
| 22    | 19    | Анастасія Чирцова    | Олімпійський комітет Росії | 1:21.53 | +6.32       |
| 23    | 17    | Ніколь Кучерова      | Чехія                      | 1:21.96 | +6.75       |
| 24    | 25    | Жань Хун'янь         | Китай                      | 1:25.85 | +10.64      |
| 25    | 26    | Пу Жуй               | Китай                      | 1:30.01 | +14.80      |
| 26    | 2     | Алізе Барон          | Франція                    | DNS     | DNS         |

### Раунд на вибування

#### 1/8 фіналу
| Місце | Номер | Ім'я                 | Країна                     | Нотатки |
| ----- | ----- | -------------------- | -------------------------- | ------- |
| 1     | 1     | Сандра Неслунд       | Швеція                     | Q       |
| 2     | 16    | Жад Грійє-Обер       | Франція                    | Q       |
| 3     | 17    | Єлизавета Понкратова | Олімпійський комітет Росії |         |

| Місце | Номер | Ім'я              | Країна    | Нотатки |
| ----- | ----- | ----------------- | --------- | ------- |
| 1     | 8     | Кортні Гоффос     | Канада    | Q       |
| 2     | 9     | Таліна Гантенбайн | Швейцарія | Q       |
| 3     | 24    | Жань Хун'янь      | Китай     |         |
| 4     | 25    | Пу Жуй            | Китай     |         |

| Місце | Номер | Ім'я               | Країна  | Нотатки |
| ----- | ----- | ------------------ | ------- | ------- |
| 1     | 5     | Маріелль Томпсон   | Канада  | Q       |
| 2     | 12    | Жолі Галлі         | Італія  | Q       |
| 3     | 21    | Крістіна Федермайр | Австрія |         |

| Місце | Номер | Ім'я             | Країна    | Нотатки |
| ----- | ----- | ---------------- | --------- | ------- |
| 1     | 4     | Ганна Шмідт      | Канада    | Q       |
| 2     | 20    | Йоганна Гольцман | Німеччина | Q       |
| 3     | 13    | Саск'я Лак       | Швейцарія |         |

| Місце | Номер | Ім'я              | Країна                     | Нотатки |
| ----- | ----- | ----------------- | -------------------------- | ------- |
| 1     | 3     | Даніела Маєр      | Німеччина                  | Q       |
| 2     | 19    | Катрін Офнер      | Австрія                    | Q       |
| 3     | 14    | Катерина Мальцева | Олімпійський комітет Росії |         |

| Місце | Номер | Ім'я              | Країна                     | Нотатки |
| ----- | ----- | ----------------- | -------------------------- | ------- |
| 1     | 11    | Семі Кеннеді-Сім  | Австралія                  | Q       |
| 2     | 22    | Анастасія Чирцова | Олімпійський комітет Росії | Q       |
| DNF   | 6     | Лукреція Фантеллі | Італія                     |         |

| Місце | Номер | Ім'я             | Країна  | Нотатки |
| ----- | ----- | ---------------- | ------- | ------- |
| 1     | 7     | Бріттані Фелан   | Канада  | Q       |
| 2     | 10    | Александра Едебо | Швеція  | Q       |
| 3     | 23    | Ніколь Кучерова  | Чехія   |         |
| DNS   | 26    | Алізе Барон      | Франція |         |

| Місце | Номер | Ім'я            | Країна                     | Нотатки |
| ----- | ----- | --------------- | -------------------------- | ------- |
| 1     | 2     | Фанні Сміт      | Швейцарія                  | Q       |
| 2     | 18    | Андреа Лімбахер | Австрія                    | Q       |
| 3     | 15    | Наталія Шеріна  | Олімпійський комітет Росії |         |

#### Чвертьфінали
| Місце | Номер | Ім'я              | Країна    | Нотатки |
| ----- | ----- | ----------------- | --------- | ------- |
| 1     | 1     | Сандра Неслунд    | Швеція    | Q       |
| 2     | 8     | Кортні Гоффос     | Канада    | Q       |
| 3     | 9     | Таліна Гантенбайн | Швейцарія |         |
| 4     | 16    | Жад Грійє-Обер    | Франція   |         |

| Місце | Номер | Ім'я             | Країна    | Нотатки |
| ----- | ----- | ---------------- | --------- | ------- |
| 1     | 5     | Маріелль Томпсон | Канада    | Q       |
| 2     | 4     | Ганна Шмідт      | Канада    | Q       |
| 3     | 12    | Жолі Галлі       | Італія    |         |
| 4     | 20    | Йоганна Гольцман | Німеччина |         |

| Місце | Номер | Ім'я              | Країна                     | Нотатки |
| ----- | ----- | ----------------- | -------------------------- | ------- |
| 1     | 11    | Семі Кеннеді-Сім  | Австралія                  | Q       |
| 2     | 3     | Даніела Маєр      | Німеччина                  | Q       |
| 3     | 19    | Катрін Офнер      | Австрія                    |         |
| 4     | 22    | Анастасія Чирцова | Олімпійський комітет Росії |         |

| Місце | Номер | Ім'я             | Країна    | Нотатки |
| ----- | ----- | ---------------- | --------- | ------- |
| 1     | 2     | Фанні Сміт       | Швейцарія | Q       |
| 2     | 7     | Бріттані Фелан   | Канада    | Q       |
| 3     | 18    | Андреа Лімбахер  | Австрія   |         |
| 4     | 10    | Александра Едебо | Швеція    |         |

#### Півфінали
| Місце | Номер | Ім'я             | Країна | Нотатки       |
| ----- | ----- | ---------------- | ------ | ------------- |
| 1     | 1     | Сандра Неслунд   | Швеція | Великий фінал |
| 2     | 5     | Маріелль Томпсон | Канада | Великий фінал |
| 3     | 4     | Ганна Шмідт      | Канада | Малий фінал   |
| 4     | 8     | Кортні Гоффос    | Канада | Малий фінал   |

| Місце | Номер | Ім'я             | Країна    | Нотатки       |
| ----- | ----- | ---------------- | --------- | ------------- |
| 1     | 3     | Даніела Маєр     | Німеччина | Великий фінал |
| 2     | 2     | Фанні Сміт       | Швейцарія | Великий фінал |
| 3     | 7     | Бріттані Фелан   | Канада    | Малий фінал   |
| 4     | 11    | Семі Кеннеді-Сім | Австралія | Малий фінал   |

#### Фінали
Малий фінал
| Місце | Номер | Ім'я             | Країна    | Нотатки |
| ----- | ----- | ---------------- | --------- | ------- |
| 5     | 7     | Бріттані Фелан   | Канада    |         |
| 6     | 8     | Кортні Гоффос    | Канада    |         |
| 7     | 4     | Ганна Шмідт      | Канада    |         |
| 8     | 11    | Семі Кеннеді-Сім | Австралія |         |

Великий фінал
| Місце | Номер | Ім'я             | Країна    | Нотатки |
| ----- | ----- | ---------------- | --------- | ------- |
| 1     | 1     | Сандра Неслунд   | Швеція    |         |
| 2     | 5     | Маріелль Томпсон | Канада    |         |
| 3     | 3     | Даніела Маєр     | Німеччина |         |
|       | 2     | Фанні Сміт       | Швейцарія | RAL     |